# سوزان باركر
سوزان باركر (بالإنجليزية: Susan Barker)‏ (26 يونيو 1978)؛ روائية بريطانية.